# SN 2005dg
SN 2005dg – supernowa typu Ic odkryta 5 sierpnia 2005 roku w galaktyce E420-G03. W momencie odkrycia miała maksymalną jasność 16,60m.